# SG Sampierdarenese

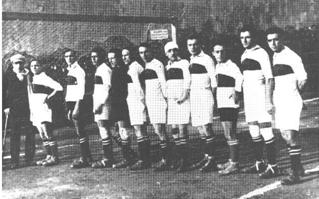
SG Sampierdarenese in 1920

Società Ginnastica Sampierdarenese was een Italiaanse voetbalclub uit Genua, Ligurië; de clubnaam hangt samen met de Genuese wijk Sampierdarena. De club werd in 1899 opgericht. De club was nog geen lid van de voetbalbond en nam dus niet mee aan het landskampioenschap. Na de Eerste Wereldoorlog fuseerde de club met FBC Liguria en werd zo US Sampierdarenese en nam vanaf 1919/20 deel aan het kampioenschap. In 1921/22 waren er twee kampioenschappen in het land en de club haalde de finale van de FICG kampioenschap en verloor van US Novese.
In 1927 fuseerde de club met SG Andrea Doria en werd zo AC La Dominante. Na twee seizoenen werd de club geselecteerd voor de nieuwe Serie B (1929/30 was het eerste professionele seizoen in Italië) en werd derde.
Na een nieuwe fusie met Corniglianese werd de naam van de club FBC Liguria, de fusie was geen succes met een laatste plaats en de fusie werd ontbonden. Sampierdarenese werd terug opgericht als AC Sampierdarenese. In het eerste seizoen slaagde de club er in terug te keren naar de Serie B. Na seizoen 1933/34 promoveerde de club naar de Serie A nadat de eindronde gewonnen werd tegen AS Bari. In 1937 werd van hogerhand een nieuwe fusie opgelegd om de naam Liguria te doen herleven. De club fuseerde de club met Rivalorese en Corniglianese en werd zo AC Liguria.
In het tweede seizoen in de Serie A werd Liguria zesde maar het volgende seizoen degradeerde de club. Liguria kon het verblijf in Serie B tot één seizoen beperken.
Na de Tweede Wereldoorlog werd de club opnieuw omgedoopt in US Sampierdarenese en werd laatste in de Serie A. Na dit seizoen fuseerde de club opnieuw met SG Andrea Doria om zo het huidige UC Sampdoria te vormen.

## Tijdlijn
- Opgericht als SG Sampierdarenese
- 1919 → US Sampierdarenese
- 1927 → La Dominante
- 1930 → Liguria FBC
- 1931 → AC Sampierdarenese
- 1937 → AC Liguria
- 1945 → US Sampierdarenese
- 1946 → fusie met Andrea Doria